# 桜田由加里
桜田 由加里（さくらだ ゆかり、1970年10月17日 - ）は、日本の元AV女優。
血液型：A型 、身長：156cm 、スリーサイズ：B86・W61・H85
芸名の「由加里」は声質やガラッパチな感じが森川由加里に似ているから。熟女系のキカタン女優として活躍した。共演作やオムニバス作品の出演が多かった。

## 作品

### アダルトビデオ
2001年
- 若妻愛蜜のしたたり（5月22日、アイルビークリエイト）
- ザーメンドランカー（8月3日、ワープエンタテインメント）
- AVW 第三章 「謎の美女レスラー現る!」（11月9日、オブテイン・フューチャー）
- AVW 第四章 「レズプレイ」（11月9日、オブテイン・フューチャー）
- AVW 第5章 「タッグマッチ」（11月9日、オブテイン・フューチャー）
- 女教師 極悪非道 レイプ（11月27日、アイルビークリエイト）
- やっぱりザーメンが好き 三姉妹（12月7日、SODクリエイト）
- AVW 第六章 「〜AVW対WWAV〜」（12月13日、オブテイン・フューチャー）
- AVW 第七章 「第二試合〜バトルロイヤル」（12月13日、オブテイン・フューチャー）
- AVW 第八章 「レズプレイ リターンズ」（12月13日、オブテイン・フューチャー）
- ザーメン病院（12月20日、SODクリエイト）
- 白衣の天使たち 私がタマったすべてを出してあげる、いいでしょ?（12月31日、アテナ映像）

2002年
- ザーメン白書 私の寂しさをザーメンで癒して（1月10日、SODクリエイト）
- 人妻（1月10日、ドリームチケット）
- 女ハ男ヲ目デ犯ス。21（1月11日、ワープエンタテインメント）
- コスプレ熟女ブッカケ（1月20日、SODクリエイト）
- SODが引っ越した!そこに頼んでもいないのに監督さん達が全裸の女優さんを連れてきてくれました!?（1月20日、SODクリエイト）
- 男女の濃厚接吻シリーズ VOL.3（1月20日、ディープス）
- おんなのこのおなにー（2月20日、ディープス）
- 手コキLOVE 夢にまで見た動くオナペット7人（2月20日、ディープス）
- 綺麗なお姉さんに犯されたい おぉーっ、激しすぎるぅー!!（2月21日、アテナ映像）
- 溜池ゴローの美熟女アナルファイル2 桜田由加里（31歳）（3月10日、ドグマ）
- 最強痴女決定戦（3月15日、TMA）
- バーチャル・ファッカー（3月20日、SODクリエイト）
- 熟爛漫 淫欲の果てシリーズ第7巻（3月20日、SODクリエイト）
- レズ病棟 4（3月20日、ディープス）
- 男女の濃厚接吻シリーズ VOL.5（3月20日、ディープス）
- 痴女の性欲 エンドレスザーメン（4月10日、ドグマ）
- AVW　第十五章「暴走」（4月11日、オブテイン・フューチャー）
- AVW　第十六章「衝撃」（4月11日、オブテイン・フューチャー
- 月刊うめぼしマガジン 創刊号（4月20日、ホットエンターテイメント）
- THE ガマン（4月20日、SODクリエイト）
- ディープス番外編シリーズ 夜這い+盗撮（5月4日、ディープス）
- 発情ダブルま○こ 桜田佳子+桜田由加里（5月10日、ドグマ）
- 若妻卑猥白書（5月10日、タカラ映像）
- 譲れない... THE 我流オナニー 2（5月15日、ネクストイレブン）
- 痴的妻（7月20日、グローバルメディアエンタテインメント）
- 近親遊戯 母と子 #04（7月31日、グローバルメディアエンタテインメント）
- 爆裂☆お母さんズ（8月1日、MOODYZ）
- 初めましてザーメン君（8月4日 SODクリエイト）
- WWAV　設立編〜新章〜AVW逆襲の条件（8月8日、オブテイン・フューチャー）
- 愛あるSEX（8月30日、メディアバンク）
- ザーメンバンク（9月1日、MOODYZ）
- 貴婦人 昼下がりの乱れ妻（9月13日、ビッグモーカル）
- 大都会露出ドライブMAX（9月28日、ペニーレイン）
- 年齢別SEX大全 VOL.8（10月22日、エクストリーム）
- ザーメンヴァリートゥード 全日本ザーメン女優選手権大会（11月1日、MOODYZ）
- ザーメンヴァーリトゥード〜場外スペレズ乱交編〜（11月1日、MOODYZ）
- ハメットさん 森下くるみ（11月10日、ドグマ）
- イカサレ4時間（11月15日、ケイ・エム・プロデュース）
- 加藤鷹の痴女仕置人。完全版（11月20日、ケイ・エム・プロデュース）
- 初めましてザーメン君 2（11月20日 SODクリエイト）

2003年
- 君も明日からナメだるま!斉藤修の女を10倍激しく感じさせる方法 完全版（1月21日、ケイ・エム・プロデュース）
- お姉さんの寝ている隙に… 見放題。嗅ぎ放題。弄り放題。（1月21日、ケイ・エム・プロデュース）
- 主婦は見た！変態家族 サクラダファミリー（1月24日、桃太郎映像出版）
- ど艶歌姉妹 ザ ブルースシスターズ（1月25日、オブテイン・フューチャー）
- やご（3月14日、桃太郎映像出版）
- 蛇縛の沈黙遊戯（4月8日、アタッカーズ）
- 綺麗なお姉さんたちにイワされたいんです。（4月17日、ワープエンタテインメント）
- 遊郭秘姦伝 花魁道中 前編（6月5日、アイエナジー）
- SHOOTING STAR（6月27日、ジャネス）
- 遊郭秘潤外伝 遊郭秘潤外伝 花魁道中 後編（7月5日、アイエナジー）
- ザーメン監禁三姉妹（9月19日、SODクリエイト）
- 極上痴女に犯されたい 最強痴女8人の秘技（10月15日、ホットエンターテイメント）
- 蛇縛のレズリンチ（11月8日、アタッカーズ）
- マダムレポート4 〜スケベな人妻でごめんなさい〜（12月1日、マルクス兄弟）

2004年
- 女忍 伍（2月6日、桃太郎映像出版）
- 淫乳美女縄泣き調教 美肉M倶楽部（2月27日、アヴァ）
- platinum dancing 5（2月27日、ジャネス）
- AVW FUCK DOWN!最後の性戦（3月5日、オブテインフューチャー）
- Virtual Panst Onanie 熟女編 6（3月5日、ジャネス）他出演、榎本咲、林かれん、結城マリア、大地マリ、草壁夕子、高崎華
- 義母さんもうガマンできない VOL.4（3月26日、ロイヤルアート）
- 裏 早坂ひとみ2 完全版（3月26日、ケイ・エム・プロデュース）
- レズビアンフルコース 沢口あすか 完全版（3月26日、ケイ・エム・プロデュース）
- レズビアンフルコース 上原深雪 完全版（5月28日、ケイ・エム・プロデュース）
- eRAW（6月4日、オブテインフューチャー）
- eRAW スペシャルDVD-BOX（6月4日、オブテインフューチャー）
- 熟女の優しさ（6月25日、ジャネス）
- 三代目葵マリーの激痴女10人隊（6月25日、アルファーインターナショナル）
- GAL-CHIN 03 18歳未満購入厳禁（買うな）!!（7月23日、桃太郎映像出版）
- 女性専門風俗店（9月3日、ワープエンタテインメント）
- 実録母子情交 三十路母（9月8日、グローバルメディアエンタテインメント）

2009年
- 熟れ頃人妻の下心 Vol.2 （12月26日、アルファーインターナショナル）

2010年
- 人妻たちの内緒話 （12月26日、ビッグモーカル）

2011年
- 美脚イズム （2月2日、プールクラブ・エンタテインメント）